# Alvíssmál

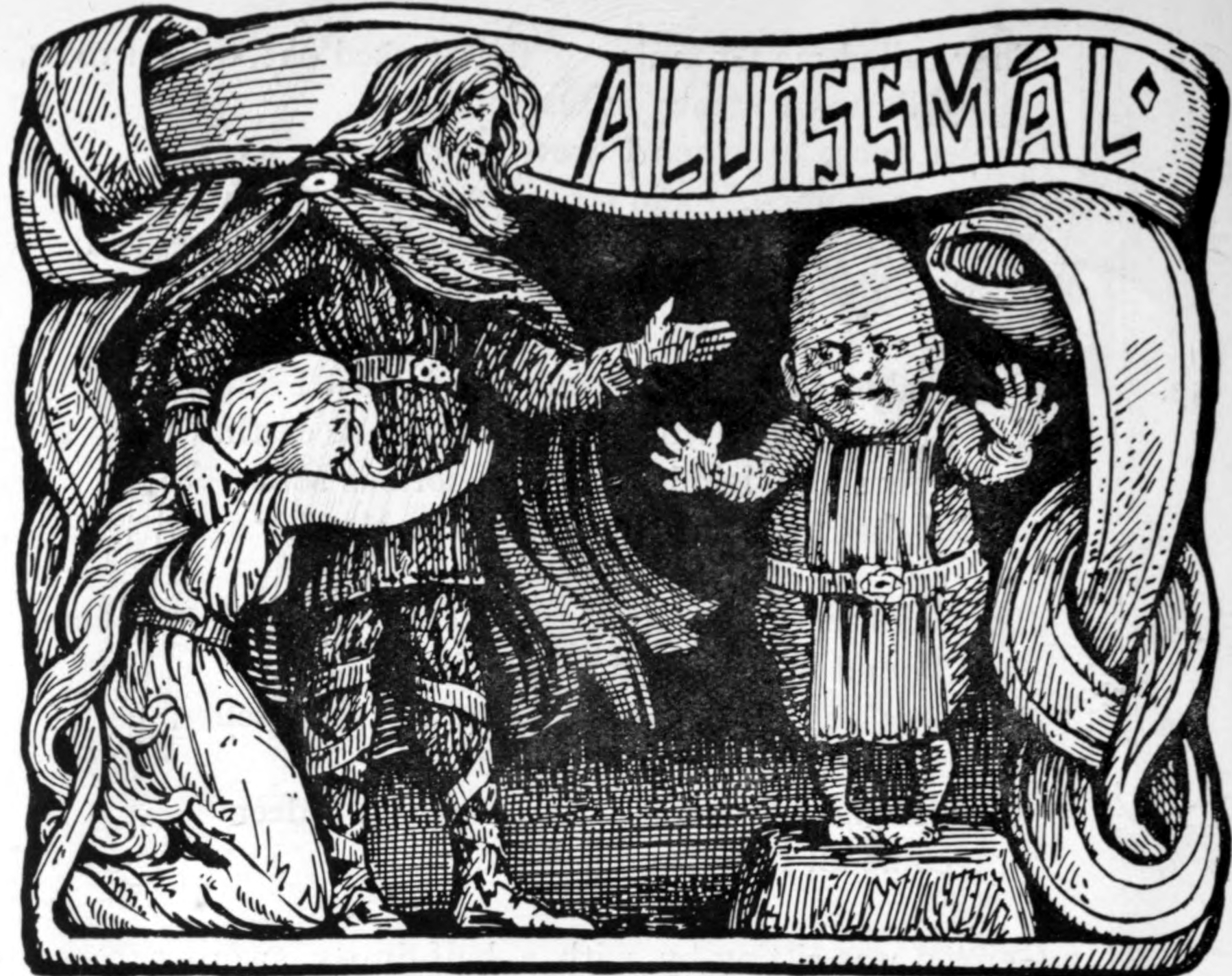
Thor discute avec Alvíss tout en protégeant sa fille réalisé par W. G. Collingwood en 1908

Dans la mythologie nordique, les Alvíssmál (Les Dits d'Alvíss) sont un poème de l'Edda poétique datant probablement des XIIe ou XIIIe siècles qui présente une conversation entre le dieu Thor et le nain Alvíss (Tout-Savant). Le poème est didactique, se présentant sous forme de questions et de réponses ; il est ainsi comparable à l'autre poème eddique les Vafþrúðnismál. Ce poème est notable par la forte utilisation du heiti, qui est une sorte de synonyme souvent utilisé en poésie skaldique, moins élaboré mais comparable au kenning.

## Résumé

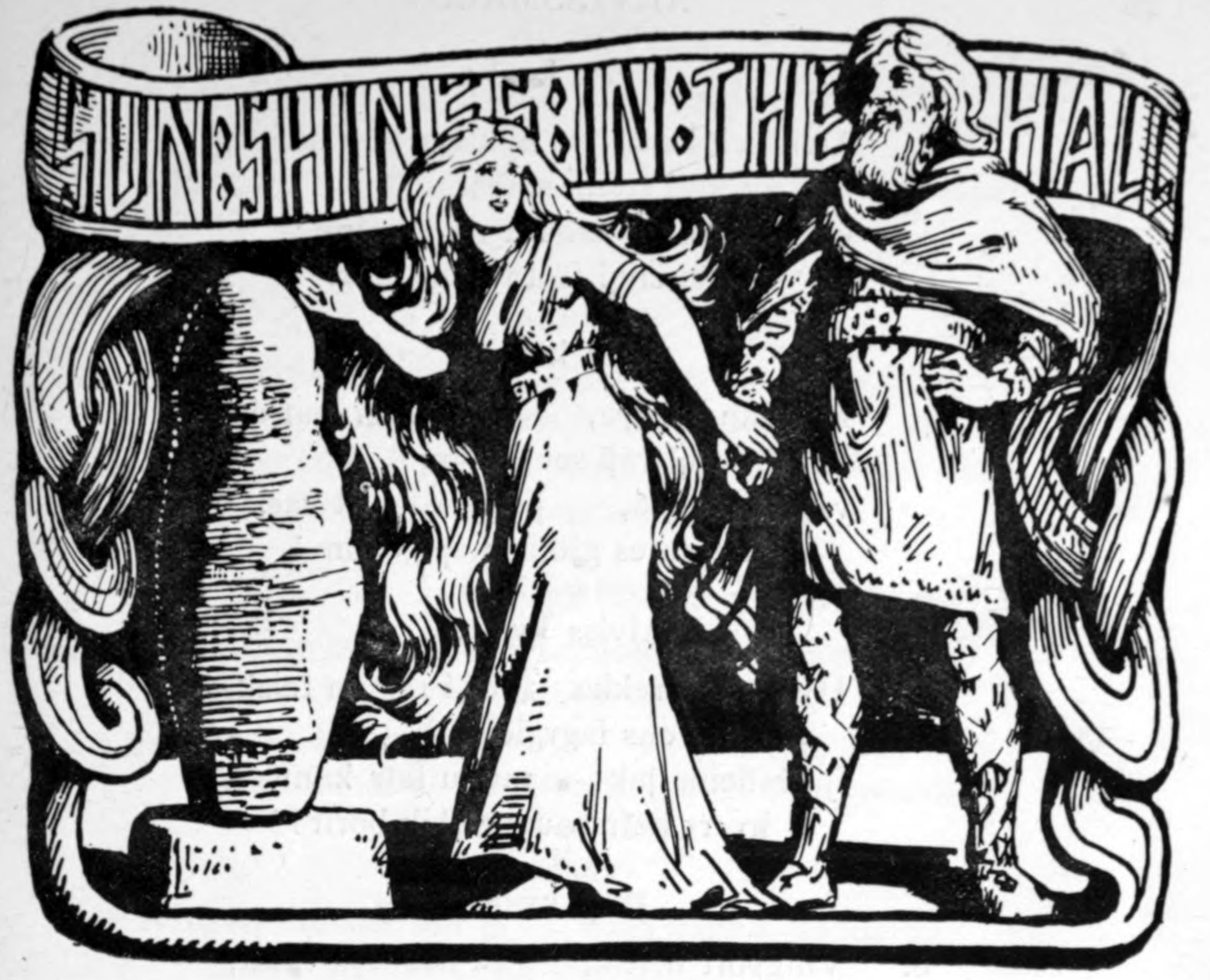
Le Soleil brille dans la salle (1908) de W. G. Collingwood.

Alvíss exige de Thor la main de sa fille, Thrúd, qui lui a manifestement été promise auparavant. Thor refuse, alléguant qu'il n'était pas présent lorsque cette entente fut conclue (4). Il propose alors qu'Alvíss se soumette à un test de sagesse au terme duquel il pourra obtenir la jeune fille :
8.
"L'amour de la vierge
Te sera accordé,
Hôte sage,
Si tu sais
Dire de chaque monde
Toute ce que je veux savoir.
Thor questionne alors le nain à treize reprises sur le nom donné dans chaque monde - c'est-à-dire par les Ases, les Vanes, les géants, les nains et les elfes - à la terre, au ciel, à la lune, au soleil, aux nuages, au vent, au temps calme, à la mer, au feu, à la forêt, à la nuit, à la semence et enfin à la bière. 
Chacune de ses nouvelles questions, Thor l'introduit par ces  trois mêmes vers :
Thorr dit :
9.
"Dis-moi ceci, Alvíss,
- Toutes les destinées des hommes,
Je tiens, nain, que tu les sais -.
[…]
Alvíss a une réponse à toutes les interrogations de Thor, il est toutefois abusé car le soleil se lève à la fin du poème, surprenant le nain, aussitôt pétrifié :
35.
"En un seul sein
Jamais n'ai vu
Plus d'antique science.
Grande fourbe,
Je le déclare, t'a abusé.
Sur toi, nain, l'aube point.
Voici que le soleil scintille dans la salle."
En effet, les nains dans la mythologie nordique deviennent pierre au contact de la lumière du soleil. C'est le seul épisode où Thor utilise un stratagème afin de déjouer un adversaire puisque, habituellement, il se contente d'utiliser la force brute.